# Трис(дисиланил)амин
Трис(дисиланил)амин — неорганическое соединение,
кремниевый аналог триэтиламина с формулой (Si2H5)3N,
бесцветная жидкость.

## Получение
- Реакция иоддисилана с сухим аммиаком:

{\displaystyle {\mathsf {3Si_{2}H_{5}Br+4NH_{3}\ {\xrightarrow {}}\ (Si_{2}H_{5})_{3}N+3NH_{4}Br}}}

## Физические свойства
Трис(дисиланил)амин образует бесцветную жидкость.